# Bohinj
Bôhinj je obče poimenovanje dela Gorenjske, ki geografsko obsega zgornjo in spodnjo Bohinjsko dolino, Nomenjsko dolino ter območje ob Bohinjskem jezeru na jugovzhodnem delu Julijskih Alp. K Bohinju prištevamo še nekaj višje ležečih naselij, kot so Koprivnik, Gorjuše in Nemški Rovt, ter pripadajoče gore in planine naštetih enot. Upravnopolitično Bohinj pokriva Občina Bohinj, katere sedež je v Bohinjski Bistrici.
Tako je Bohinj opisal Julius Kugy v svojem delu Julijske Alpe v podobi: »Bohinjska dolina - dolga odprta kotlina, skozi katero se pretaka v skalah rojena Savica s svetlo zelenimi vilinskimi vodami, sočnimi travniki z idiličnim čarom, iz tihega miru pozdravljajoče prijazne vasi, okrog gore slikovitih obrisov, zavite v temne smrekove gozdove, v višavah na oblakih praznični prestol Triglava.«

## Etimologija
Ime Bohinj naj bi bilo staroselskega izvora. Izvor imena ni točno pojasnjen, obstaja pa več ljudskih, neredko humornih razlag. 
- Ime Bohinj naj bi izhajalo iz besede bohati, kar pomeni 'kuhanje oglja'. Ker je bilo oglarjenja v časih železarstva v Bohinju zelo veliko, naj bi zaradi tega celotno območje dobilo tako ime.[2]
- Janez Mencinger je v Moji hoji na Triglav[3] zapisal, da ime Bohinj izhaja iz poganskih časov. V bohinjsko zakotje naj bi se po izročilu zatekli pregnani poganski bogovi: »Poganski bogovi ... so nadeli svojemu novemu domišču iz same hvaležnosti ime Boginj: dom bogov«[4]
- Valentin Vodnik, ki je služboval na Koprivniku, je hudomušno zapisal, da Bohinj gotovo pride od bolh, ki so ga nekoč močno opikale v planinski koči na Goreljku.
- Naslednja je humorna pripoved o nekem Nemcu, ki so ga pripeljali v Bohinj. Čudno se mu je zdelo, da ga vodijo v tako odmaknjene kraje, zato je neprestano spraševal: Wohin? Wohin? (Kam? Kam?)
- Bohinj bi lahko dobil ime po stari vrsti bohinjskega sira, ki so ga izdelovali domačini, še preden so jih Švicarji naučili izdelovati bohinjski sir. Imenoval se je boh in je smrdel skoraj tako kot móhant.
- Razlagalna pripovedka pravi, da je takrat, ko je Bog ljudem delil svet, pozabil na peščico ljudi, ki je stala ob strani, se ni prerivala ter oglašala. Ker so bili tako potrpežljivi in skromni, so se mu zasmilili. Zato jim je odstopil najlepši svet, ki se zato zdaj imenuje Bohinj. »Bohinj pride od Boga, ker Bohinjci Bogu Boh rečemo«.

## Zgodovina

### Naselitev
Bohinj je zelo staro poselitveno območje. Poljedelstvo je bilo zmeraj bolj skromno, prebivalci so živeli predvsem od pašništva. Travniki v dolinah so dajali dovolj sena za zimo. Da seno v tem predelu, kjer je obilo dežja, ne bi gnilo, so si omislili kozolce, ki so v Evropi posebnost - namreč kozolce dvojnike (»toplarje«), v katerih je obenem veliko prostora za spravljanje kmetijskega orodja. Cela skupina takih slikovitih, rokodelsko spretno narejenih stavb stoji ob gručasti vasi Studor v Zgornji Bohinjski dolini.
Bohinj je bil naseljen že v bronasti dobi, o čemer pričajo arheološke najdbe. Zametki bohinjskih vasi so oblikovali v obdobju železne dobe, ki je hkrati tudi začetek bohinjskega železarstva, saj so bila tu nahajališča bobovca, železove rude, ki so omogočala preživetje številnim rodovom. Najstarejše naselbine v Bohinju segajo v 7. stoletje pr. n. št. Na Ajdovskem gradcu (vzpetina vzhodno od Bohinjske Bistrice)so bile izkopane številne najdbe. Tu je najdišče poznorimske oz. zgodnjekrščanske naselbine, ki je najbolj raziskana iz tistega časa na Slovenskem. France Prešeren je v Krstu pri Savici semkaj postavil prizorišče zadnjega boja med Črtomirjem in Valjhunom. 

### Srednji in novi vek
V obdobju fevdalizma je območje Bohinja spadalo pod fevdalno upravo Knezoškofije Brixen na Južnem Tirolskem. Brixenški škofje so imeli tudi namen zgraditi samostan v Bohinju, a tega nikoli niso storili. Bohinj je bil del Brixenške Knezoškofije vse do nastanka Ilirskih provinc.
Leta 1906 je bila zgrajena Bohinjska proga kot del strateške železnice Neue Alpenbahnen, ki povezuje Južnonemške dežele s Trstom. Bohinjska proga je poimenovanje za odsek železnice med Jesenicami in Gorico. Ob odprtju proge je Bohinj obiskal tudi takratni prestolonaslednik cesarske krone Franc Ferdinand.

### Prva svetovna vojna
Prva svetovna vojna se je za Bohinjce začela leta 1915, ko je Italija vstopila v vojno in se je odprla krvava soška fronta. Bohinj je postal zbirališče vojakov in materiala za fronto med Batognico in Mrzlim vrhom v Krnskem pogorju. Od železnice v Bohinjski Bistrici je do Ukanca vodila ozkotirna železnica, ki so jo zgradili konec leta 1915. Od tam so sprva vagone vlekli s konjsko vprego, leta 1917 pa so progo elektrificirali. S konji so od končne postaje tovorili preko Komne do Bogatinskega sedla. Jeseni leta 1915 so zgradili sistem žičnic. Tako so ves material lahko pripeljali do neposrednega zaledja bojišča na Krnu in Mrzlem studencu. V Bohinju so bila tri vojaška pokopališča in več barakarskih naselij.

### Druga svetovna vojna
O drugi svetovni vojni na področju Bohinja priča 64 partizanskih obeležij. Na Žlanu je spominska plošča Francu Podlipniku, ki so ga kot prvega talca iz teh krajev ustrelili v Dragi pri Begunjah 9. 8. 1941. Deset talcev so Nemci ustrelili 26. 6. 1943 v Soteski. Po Pokljuki in v gorah nad njo so raztreseni spomeniki padlim partizanom: komandantu Jeseniškega odreda Poldetu Stražišarju in Ivanu Bernardu pod Srenjskim prevalom, bitki Triglavske divizije na Rudnem polju, štirim žrtvam na Uskovnici, ki jo je okupator požgal 11. 11. 1944, partizanski bolnici v Konjski dolini, 87 padlim partizanom Prešernove brigade 15. 12. 1943 na Goreljku. Na Gorjušah in Koprivniku je devet obeležij: mdr. Janezu Strgarju in Feliksu Bezniku, Janezu Staretu, Vladimirju Kolarju. Plošči prvoborcu Jožetu Ažmanu in Janezu Zupanu na Noménju so ukradli. Na bohinjskem delu Jelovice so spomeniki spopadu Cankarjevega bataljona z nemškimi policisti na Mošenjski planini 13. 1. 1942, v katerem je obležalo 12 partizanov, spopadu na Lipniški planini 9. 9. 1942, ko je padlo 28 partizanov, na Martinčku je obeležje enajstim 21. 5. 1944 pobitim ranjencem, spomenik je tudi na Rovtarici. 
V Spodnjih Bohinjskih hribih je plošča 29. 6. 1944 na Komni padlemu Mateju Koblarju, na planini Bareča dolina je 9. 11. 1942 padel prvoborec Florjan Majhen, na Ravnah pa 10. 9. 1944 Jože Štendler. Sredi vsakega večjega kraja v Bohinju je osrednji spomenik NOB z imeni padlih domačih partizanov, internirancev in talcev: v Bohinjski Bistrici, Studôru, Srednji vasi, Kamnjah, Bohinjski Češnjici, Spodnjem Podjelju, na Ravnah, na Nemškem Rovtu, na Jereki, na Koprivniku in na Gorjušah. Pri vstaji v Bohinju je bil osrednja osebnost športnik Tomaž Godec, ki so ga pokončali leta 1942 v Mauthausnu. V njegovi rojstni hiši v Bohinjski Bistrici je muzej zgodovine Bohinja, ki se imenuje po njem, v kraju pa ima tudi dve spominski plošči. Na Vojah, kjer je deloval Jeseniško-bohinjski odred, je 13. 3. 1942 padel Avgust Gašperin, v NOB sta padla tudi njegova dva brata; vsi trije imajo spominsko ploščo v Stari Fužini. Planinsko kočo na Vojah so poimenovali po bohinjskih prvoborcih, planinska koča na Uskovnici pa je "planinska koča jeseniško-bohinjskega odreda".  
Na pokopališču v Bohinjski Bistrici je partizansko grobišče z 22 nagrobniki.
|  |  |  |  |  |  |

## Naravna dediščina

### Živalstvo in rastlinstvo
V Bohinju raste preko 1000 različnih rastlinskih vrst. Spadajo v alpsko apneniško floro, ki je med najbogatejšimi v Evropi. Nekatere rastlinske vrste rastejo samo v Bohinju in so tako dobile ime po Bohinju ali Triglavu: Zoisova zvončnica (Campanula zoysii), triglavski svišč (Gentiana terglouensis), ...
Živalstvo v Bohinju je prav tako pestro. Pestrost živalskih vrst je posledica velike višinske razlike, vpliva Sredozemskega morja in geološke podlage. Med vretenčarji so posebni znani planinski orel, veliki petelin in ruševec. Med divjadjo je najbolj značilna in številna vrsta gamsa.

### Naravne znamenitosti
- Bohinjsko jezero je največje slovensko stalno jezero, dolgo 4100 m, široko 1200 m, najgloblje 45 m in premore kar 100 milijonov m³ vode. Je tektonsko ledeniškega nastanka. V njem živi 65 vrst alg in vsaj 15 vrst rib - potočna postrv (Salmo trutta), menek (Lota lota), klen (Leucius cephalus), pisanec (Phoxinus phoxinus), jezerska zlatovčica (Salvelinus alpinus), potočna postrv, ostriž, šarenka, rdečeperka, lipan, koreselj, som, blistavec, kapelj... V zadnjih 20 letih se je število vrst rib v Bohinjskem jezeru potrojilo iz več ali manj znanih razlogov, kot so nekontrolirani vnosi neavtohtonih rib v jezero.
- Izvir in slap Savice je kraški izvir, kjer prihaja Savica ob normalnem vodostaju na dan na nadmorski višini 836 m. Velik slap pada 71 m globoko v tolmun. Na nadmorski višin 790 m je še en izvir, t. i. mali slap. Ob zelo nizkem vodostaju veliki slap usahne in takrat odvaja vso podzemno vodo mali slap. Voda nato teče po strugi Savice in se izliva v Bohinjsko jezero. V reki Savici živi 5 vrst rib: potočna postrv, šarenka, lipan, menek in klen.
- Izvir potoka Bistrica, je ena od popularnih izletniških točk.
- Grmečiški slap je eden najlepših manjših slapov z majhnim globokim jezercem v podnožju. Mogočen razpenjen vodni pramen brez prestanka pada z roba okrog 8 m globoko. Nad tem slapom se zvrsti še več manjših slapov v koritu Grmečice.
- Slapova Ribnice, visoka 11 in 15 m, v spodnjem delu korit Ribnice. Slapovi so težko dostopni.
- Slap Govic je kraški bruhalnik z bruhajočim slapom ob velikih deževjih in je eden manjših pritokov Bohinjskega jezera. Ob močnih nalivih se voda podzemnega jezera dvigne, se po rovu prebije skozi vhod in v močnem bobnečem slapu pada proti jezeru. Opazimo ga na severni strani jezera na pobočjih Pršivca.
- Slap Mostnice je 21 m visok slap v zatrepu doline Voje in korita Mostnice - okoli 2 km dolga in do 20 m globoka korita med Vojami in Staro Fužino.
- Slap Peračica, Bohinj je 102 m visok slap pri Logu med Bitnjami in Nomnjem
- Soteska Save, tik za hotelom Kompas, dolga približno 1 km.
- Ledeniške morene (bočne, talne in čelne) so lepo ohranjene iz zadnjih stadijev poledenitve.
- Črna prst je najvzhodnejši vrh Spodnjih bohinjskih gora. Odlikuje se po posebno bogatem in izjemnem rastlinstvu, na katero vpliva njena posebna geološka zgradba in položaj  na južnem robu ledenodobnih poledenitev.

### Varstvo narave
Pretežni del Bohinja, njegov visokogorski svet pa v celoti, je zaščiten s posebnim zakonom, saj spada v Triglavski narodni park (TNP). Robno območje TNP zajema območje kulturne krajine, kjer že stoletja gospodari človek. Varstveni ukrepi so prilagojeni prvinskemu gospodarstvu in razvoju stalnega prebivalstva, zato je tu manj omejitev. Osrednje območje ali jedro TNP zajema zgornje dele nekaterih dolin in celotno visokogorje. V njem je človekova dejavnost podrejena naravnovarstvenim interesom, zato je uzakonjeno strogo varstvo.

## Kulturna dediščina

### Muzeji
- Planšarski muzej, Stara Fužina - muzej planšarstva. To je edini muzej na Slovenskem, ki je v celoti posvečen kulturi planinskega pašništva. V njem je rekonstruiran stan s planine Zajamniki.
- Oplenova hiša, Studor - stara kmečka hiša iz 19. stoletja
- Muzej Tomaža Godca, Bohinjska Bistrica - arheološka razstava, usnjarski muzej, mali vojni muzej

### Kulturna dediščina
- Skupina »stogov« pod vasjo Studor s celotnim prostorom do roba vasi so poseben tip kozolcev, ki so jih uporabljali za sušenje lesa.
- Oplenova hiša v Studorju je primer stavbne kulture v Bohinju. Sedaj je spremenjena v muzej. Gre za stegnjeni tip bohinjske hiše, kjer sta pod eno streho združena bivanjsko in gospodarsko poslopje. Hiša je spomeniško zavarovana.
- Stavba Studor št. 14 in št. 16
- Zidane kašče v vasi Ravne št. 11, 13 14 in 18
- Muzej, hiša Tomaža Godca v Boh. Bistrici
- Zoisov grad s stolpno uro v Bohinjski Bistrici in Zoisova graščina v Stari Fužini. Obe sta nastali v drugi polovici 18. stoletja.
- Kobalova hiša s freskami iz 18. stoletja na Nemškem Rovtu
- Planine Zajamniki, Laz, Krstenica, Jezero, Blato, Velo polje in dolina Vogar so pašne planine. Nekatere so že opuščene, sledovi pa so še vidni.
- Zidani kašci v Srednji vasi št. 4 in št 8
- Stanovanjska hiša z gospodarskim poslopjem, Koprivnik št. 57
- Rojstna hiša dr. Janeza Mencingerja na Brodu
- Kamniti mostovi v dolini Voje - znamenit je slikoviti Hudičev most, ki ga je dal postaviti baron Žiga Zois čez globoko zarezana korita Mostnice.
- Hemin plavž je v bližini naselja  Nomenj. To so vidni ostanki fužin iz 11. stoletja.
- Košmrljeva žaga v Jereki
- Stara cesta pri Lepencah, med Jereko in Bitnjami
- Prostor nekdanjih fužin pri gradu v Stari Fužini
- Hlipova hiša z baročno poslikavo
- Pantzova žičnica za spravilo lesa s planote Jelovica stoji v zaselku Soteska. Delovala je neprekinjeno od leta 1882 do 1964. Spodnja postaja je zavarovana kot tehnični spomenik.
- “Štenge” v Soteski
- Spomenik prvim pristopnikom na vrh Triglava v Ribčevem Lazu so postavili v spomin štirim bohinjski možem, ki so se leta 1778 prvi povzpeli na vrh Triglava.

### Bohinj v slovenski književnosti
- Tadej Golob: Jezero
- Janez Jalen: Cvetkova Cilka, Trop brez zvoncev
- Janez Mencinger: Moja hoja na Triglav
- Nada Matičič: Mojih pet bičev, Balada o boru
- Miller: Spoznaj svojega sovražnika (kriminalni roman)
- Meta Osredkar: Zločin v Stari Fužini
- Boris Žagar: Zlati rep

### Sakralni objekti
- Cerkev sv. Janeza Krstnika (Ribčev Laz) je največji kulturni spomenik v Bohinju. Cerkev je bila zgrajena pred letom 1300. Prvotna romanska cerkvica je bila v 16. stoletju prezidana in opremljena z baročnimi oltarji. Sodi med najlepše primerke slovenskega srednjeveškega stavbarstva in stenskega slikarstva. Poudarek ji daje slikovita lega ob iztoku Save Bohinjke iz jezera. Skupaj z mostom in pogledom na Bohinjsko jezero je cerkev postala simbol Bohinja.
- Cerkev Marijinega vnebovzetja (Bitnje) je iz leta 1637. Glavni cerkveni portal je eno bogatejših del domače kamnoseške delavnice.

- Podružnična cerkev sv. Magdalene (Brod) stoji na obronku vasi. Stavbni temelji so najmanj iz 15. stoletja, kar dokazuje freska furlanskega sv. Krištofa na južni zunanjščini ladje.
- Podružnična cerkev sv. Ahaca (Nemški Rovt) stoji na vzpetini nad vasjo. Na zahodni strani je zvonik s tipično baročno čebulasto obliko. V cerkvi je tudi kelih z letnico 1535 in z napisom: MARIA HJLF VNS.
- Cerkev sv. Duha leži nad južnim jezerskim obrežjem. To je baročna cerkev iz 18. stoletja. Nekoč je nekakšen »črv« uničil večino že tako pičlega žitnega pridelka, zato so se ljudje zaobljubili zgraditi cerkev, v kateri bodo maše na določene dneve. Pročelje krasi v nadnaravni velikosti freska sv. Krištofa z Jezuščkom na ramenih.
- Cerkev sv. Pavla, Stara Fužina izvira še iz srednjega veka. Obdana je z obzidjem, pokrita pa s skodlami.
- Cerkev sv. Marjete, jereka ima zvonik na zahodni strani in je hkrati vhodna lopa, tlakovana z rečnimi kamni.
- Župnijska cerkev Najdenja sv. Križa (Koprivnik) je iz leta 1793 in prvi župnik v kraju je bil pesnik Valentin Vodnik. Na obnovljeni stavbi župnišča sta spominska plošča in pesnikov doprsni kip.
- Župnijska cerkev Svetega Martina (Srednja vas) je za bohinjske razmere velika stavba. Nastala je okoli leta 1750 in stoji na vzvišeni legi, ki ponuja odličen razgled.
- Župnijska cerkev sv. Miklavža (Bohinjska Bistrica) - ob severni zunanji steni je nagrobnik 43-im žrtvam gradnje bohinjskega železniškega predora.

## Gospodarske in kmetijske panoge

### Železarstvo
Železarstvo je predstavljalo ekonomsko osnovo Bohinja. V prvem obdobju pa je bila temelj stare kulture, ki je prav zaradi tega zaživela v Bohinju. Železarstvo in fužinarstvo se je izredno razmahnilo v 16. stoletju. Nastali so železarski obrati v Bistrici in v Stari Fužini. Leta 1777 je fužine kupil Žiga Zois, ki je razširil pot prot Kranjski, kasneje skušal izboljšal tudi oskrbo fužin z rudo in tako izboljšal položaj bohinjskih fužin. Zgradil je most čez Mostnico, Hudičev most. Kljub številnim ukrepom mu ni uspelo konkurirati cenejšemu švedskemu in angleškemu jeklu. Njegon naslednik, nečak Karel Zois in kasneje žena Serafina, sta fužine prodala Kranjski industrijski družbi, ki je upravljala s fužinami vse do velikega požara 1891, v katerem so pogorele bistriške fužine. Proizvodnjo železa so takrat prenesli v Jesenice. Tako se je končalo več kot 2500-letno obdobje železarstva. Večji del Bohinjcev se je začelo ukvarjati s kmetijstvom in gozdarstvom. 
Nekaj številk:
- leta 1776: za 1t grodlja so porabili 3t rude
- leta 1789: zoisovi fužinarji zgradijo 3 m široko pot skozi Sotesko ( Bled --> Bohinj)
- leta 1791: nov plavž v Bohinjski Bistrici je prvi sodobni plavž na Kranjskem (2,4 t rude + 4,5 t oglja --> 1t grodlja)
- leto 1782: letna proizvodnja bohinjskega železa = 258 t
- leto 1855: pri fužinah in od fužin v Bohinju je imelo zaslužek 680 ljudi

### Planšarstvo in sirarstvo
Bohinj je bil stoletja naše najmočnejše planšarsko središče. Planšarstvo, katerega začetki segajo v 13. stoletje, in z njim povezano sirarstvo, je skozi zgodovino predstavljalo temelj kmetijstva v Bohinju. Premalo obdelovalnih površin, dolge zime in kratka poletja so bili vzroki, da so se prebivalci v glavnem ukvarjali z živinorejo. Mleko in mlečni izdelki so bili dolgo časa glavna osnova vsakdanje prehrane.
V preteklosti je delovalo približno 40 planin, ki so danes večinoma opuščene. Od maja do sredine julija so se selili planšarji z živino na spodnje in od tu na visoke planine, jeseni pa so se postopoma spet vračali v dolino. Na Uskovnici npr. so ostajali vse do božiča. Do sredine 19. stoletja je bilo sirarstvo organizirano tako, da je vsak majer (planšar) sam predeloval mleko v mlečne izdelke. Med mlečnimi izdelki ima posebno mesto sir mohant, ki je še danes posebnost v Bohinju.
Prelomnica v bohinjskem planšarstvu in sirarstvu se je zgodila v 60. in 70. letih 19. stoletja. Takrat so začeli ustanavljati sirarske zadruge. Takrat je nastal tudi bohinjski sir, ki je podoben švicarskemu ementalcu. Razvoj se je nadaljeval tudi v prvi polovice 20. stoletja, kljub prvi in drugi svetovni vojni. Še v času med obema vojnama so sirarje pošiljali na izobraževanje v Švico. Po drugi svetovni vojni je sirarstvo počasi zamiralo. Danes pa se trudijo za ponovno oživitev sirarstva, tudi zaradi turizma.

### Turizem
Za Bohinj je značilen vseletni turizem Na voljo so razne turistične atrakcije. Poleti se lahko kopaš v Bohinjskem jezeru, ter se pozimi smučaš  na raznih smučiščih. Za Bohinj so značilne različne naravne znamenitosti.

## Prometne povezave
Od prve poselitve pa vse do poznega srednjega veka so glavne poti potekale proti Primorski. Bohinj je bil namreč tako v gospodarskem kot v kulturnem smislu dolgo časa bolj povezan s Primorsko kot pa s Kranjsko. Do Bleda je iz Bohinja vse do 16. stoletja vodila le ozka pot skozi Sotesko. Del poti je bil vsekan v skalo. Kasnejši lastnik fužin v Bohinju, Žiga Zois, je dal to pot zaradi vedno večjih trgovskih potreb razširiti.

### Bohinjska železnica
Pripravljalna in gradbena dela na Bohinjski progi so se začela leta 1900. Leta 1906 je prestolonaslednik Franc Ferdinand slovesno odprl bohinjski predor, enega najpomembnejših predorov na trasi nove proge, ki je povezala Srednjo Evropo z Jadranskim morjem. Pri gradnji Bohinjske proge je sodelovalo 14.897 delavcev, ki je gradilo številne objekte, tako predore kot mostove v soteskah Save Bohinjke, Bače in Soče. Bohinjcem je proga odprla okno svet, ter jim po gospodarski katastrofi, ki jih je doletela, ko so pogorele fužine v Bohinjski Bistrici, odprla nove možnosti razvoja predvsem na turističnem področju.